# California Coastal National Monument

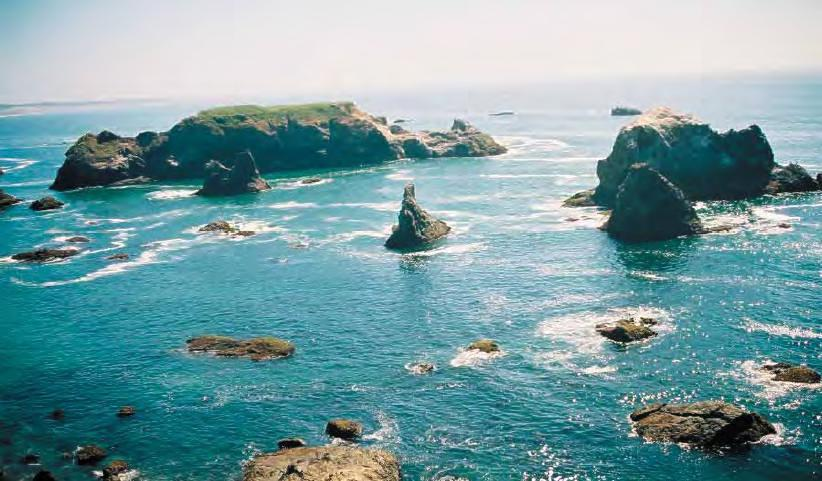
Îlots et rochers dans le monument national.

Le California Coastal National Monument (Monument national de la côte Californienne) est un monument national américain situé en Californie. Créé par le président Bill Clinton le 11 janvier 2000, le monument est géré par le Bureau of Land Management, une agence du Département de l'Intérieur des États-Unis. La proclamation en tant que monument national vise à protéger les îlots, rochers, récifs et affleurements rocheux situés le long de la côte californienne à moins de 22 km du rivage sur l’ensemble du littoral californien de 1 350 km de long.

## Extensions
Le Monument a été agrandi une première fois le 11 mars 2014 par une proclamation du Président Barack Obama, qui a ajouté 674 ha (6,74 km²) en incluant le site de Point Arena et l'estuaire de la Garcia River.
Une seconde extension a eu lieu en janvier 2017, par une nouvelle proclamation du Président Barack Obama, ajoutant 5 sites côtiers : 180 hectares à Lost Coast, 5 hectares à Trinidad Head, 3 hectares à Lighthouse Ranch, 8 hectares à Piedras Blancas et surtout 2 340 hectares à Cotoni-Coast Dairies. Au total, ce sont 2 536 hectares qui ont été ajoutés au site, qui couvre désormais 3 455 hectares de zones côtières protégées.

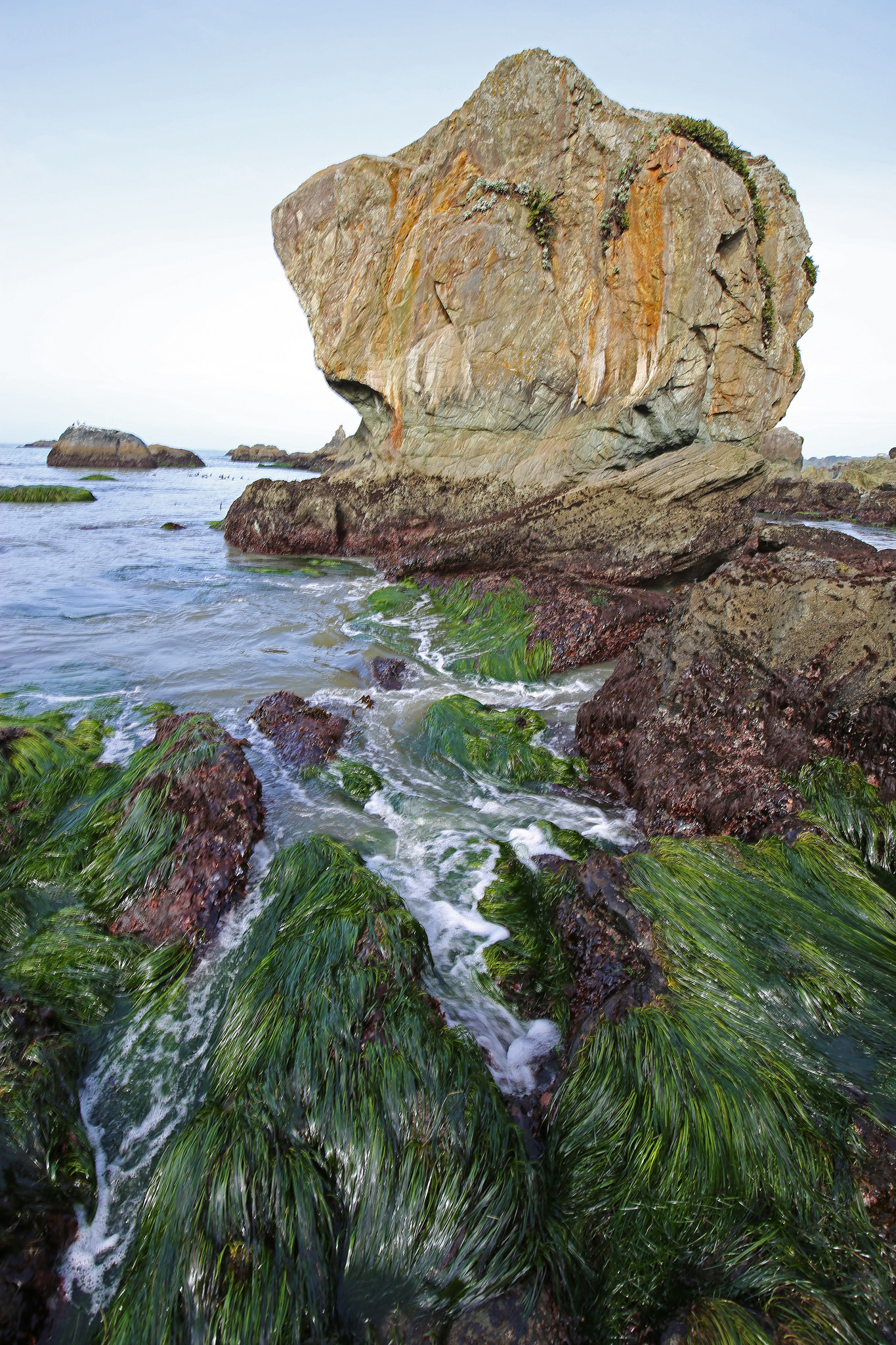
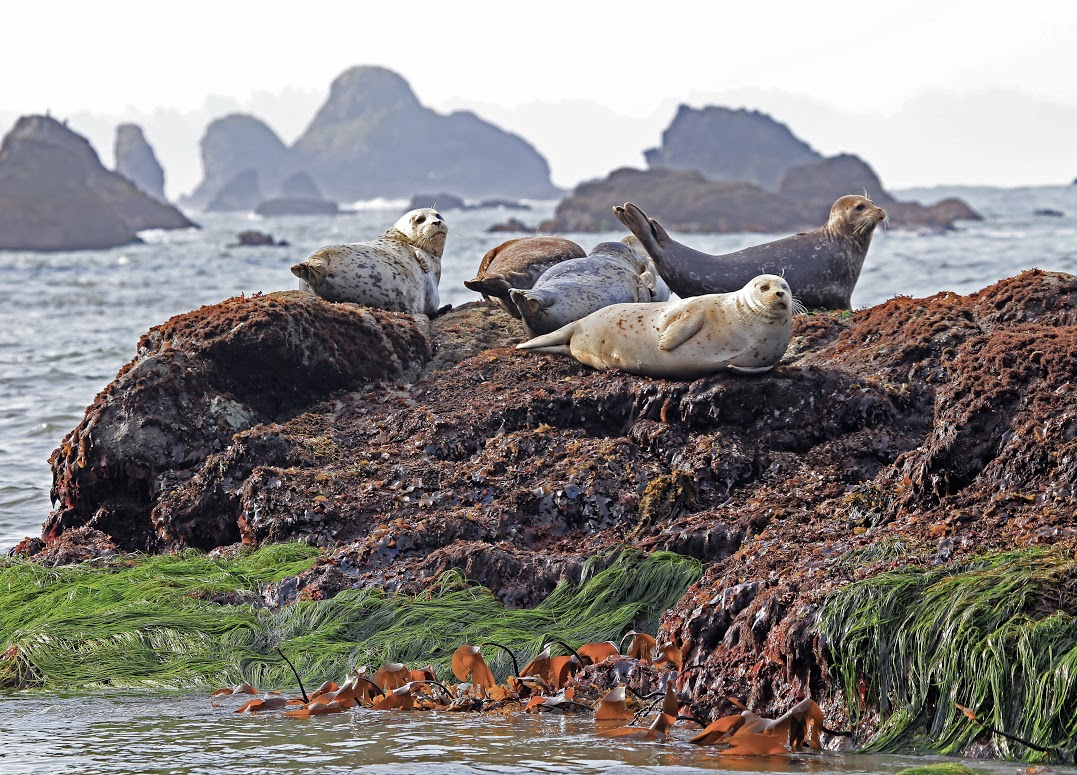
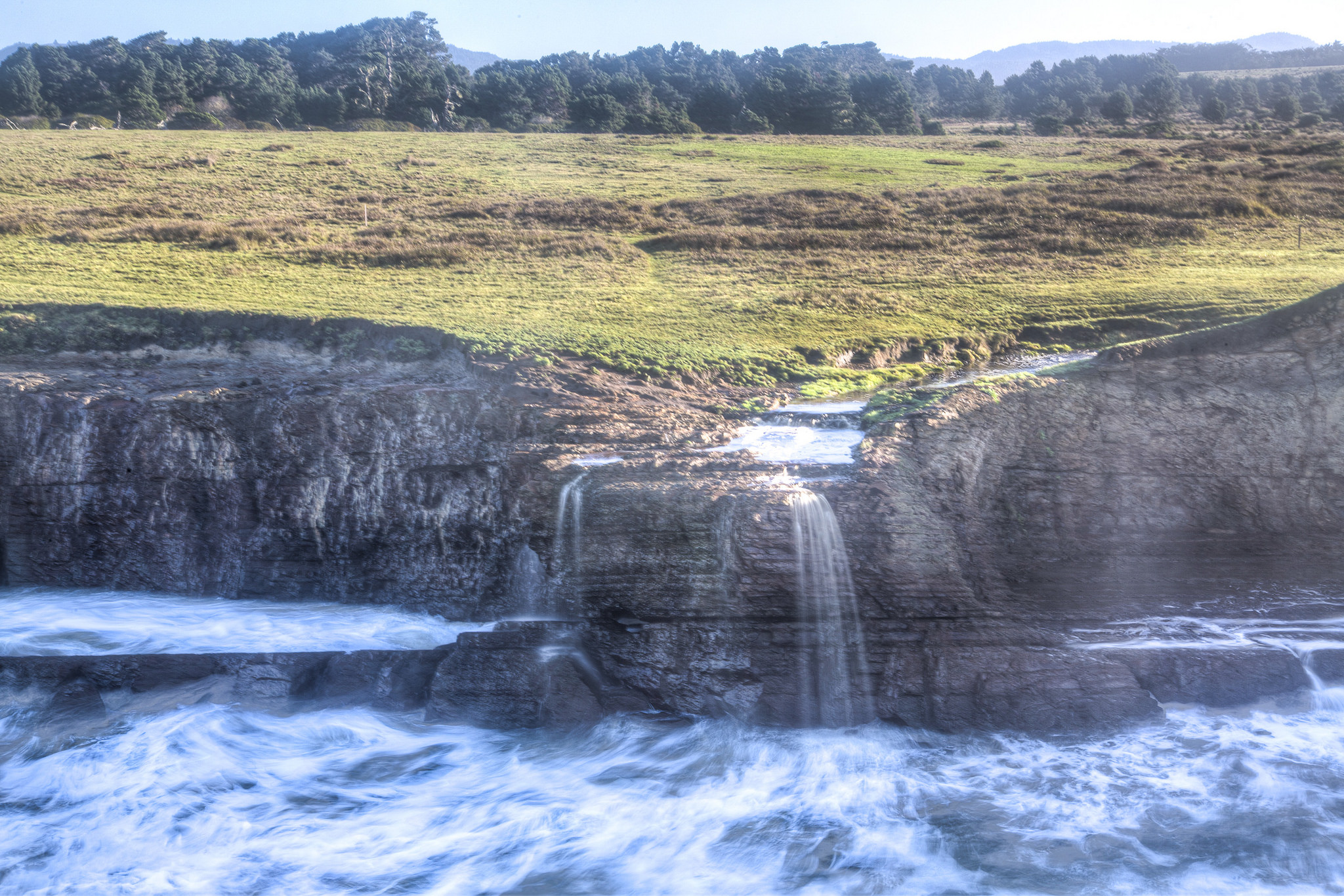
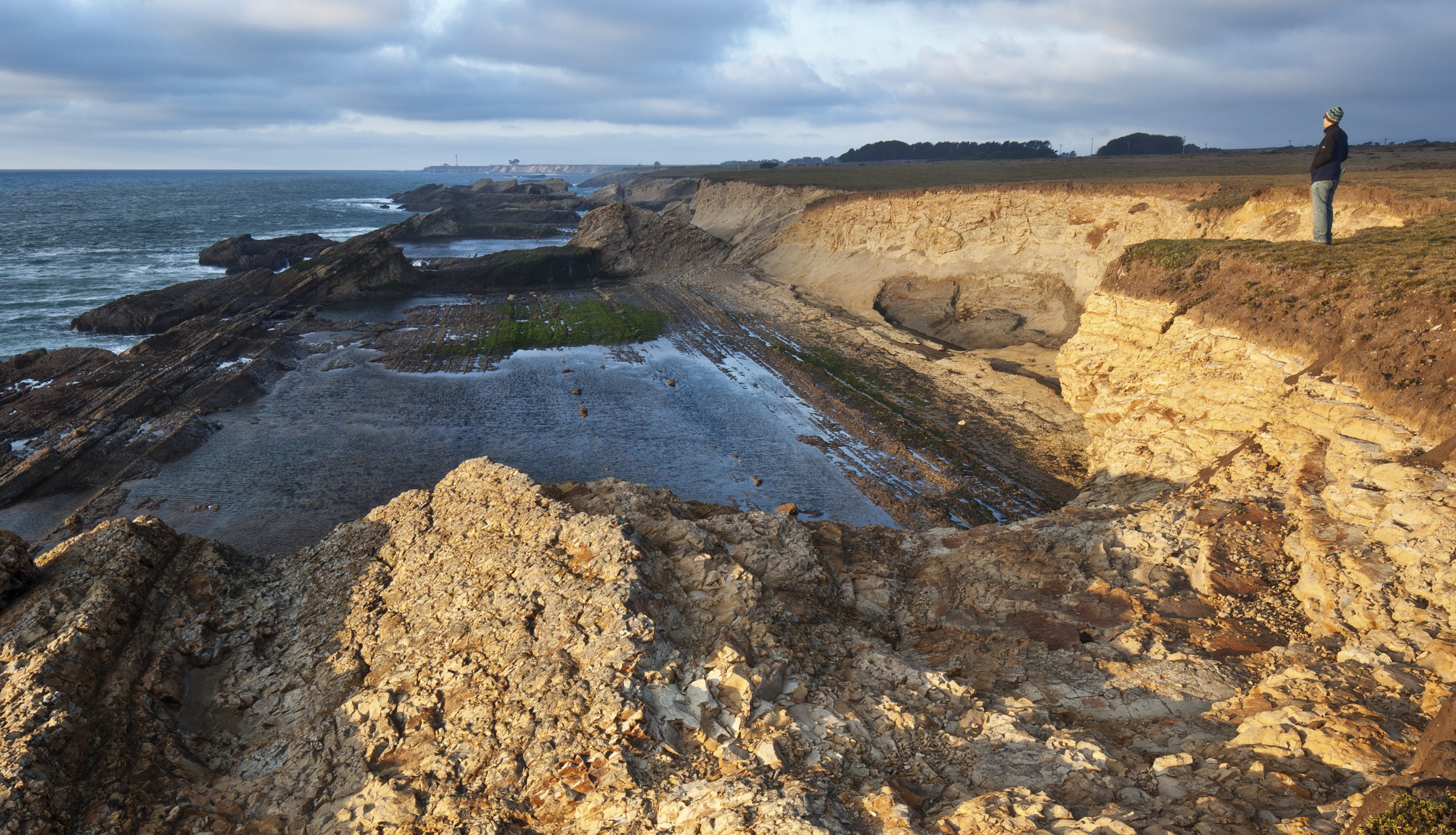
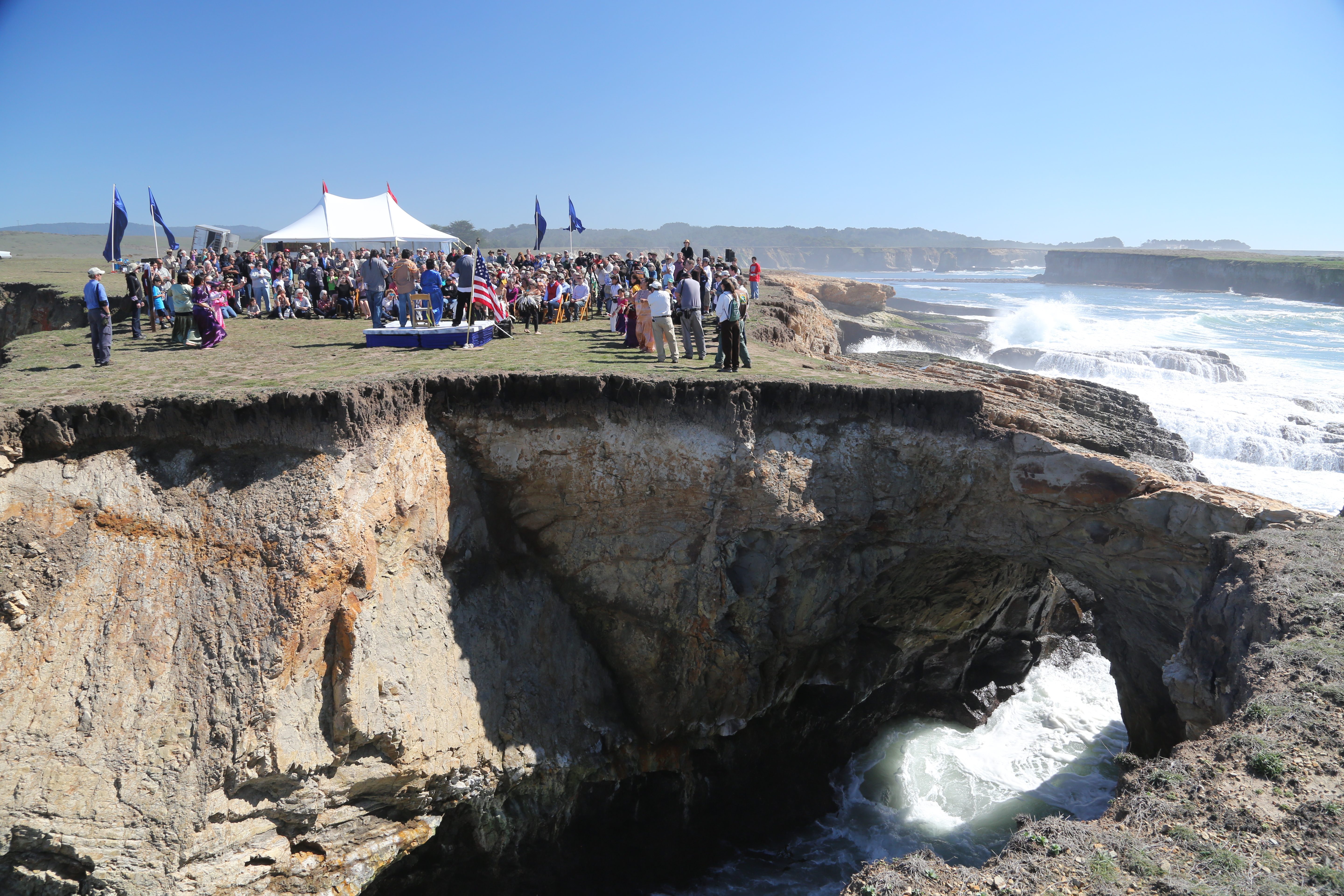
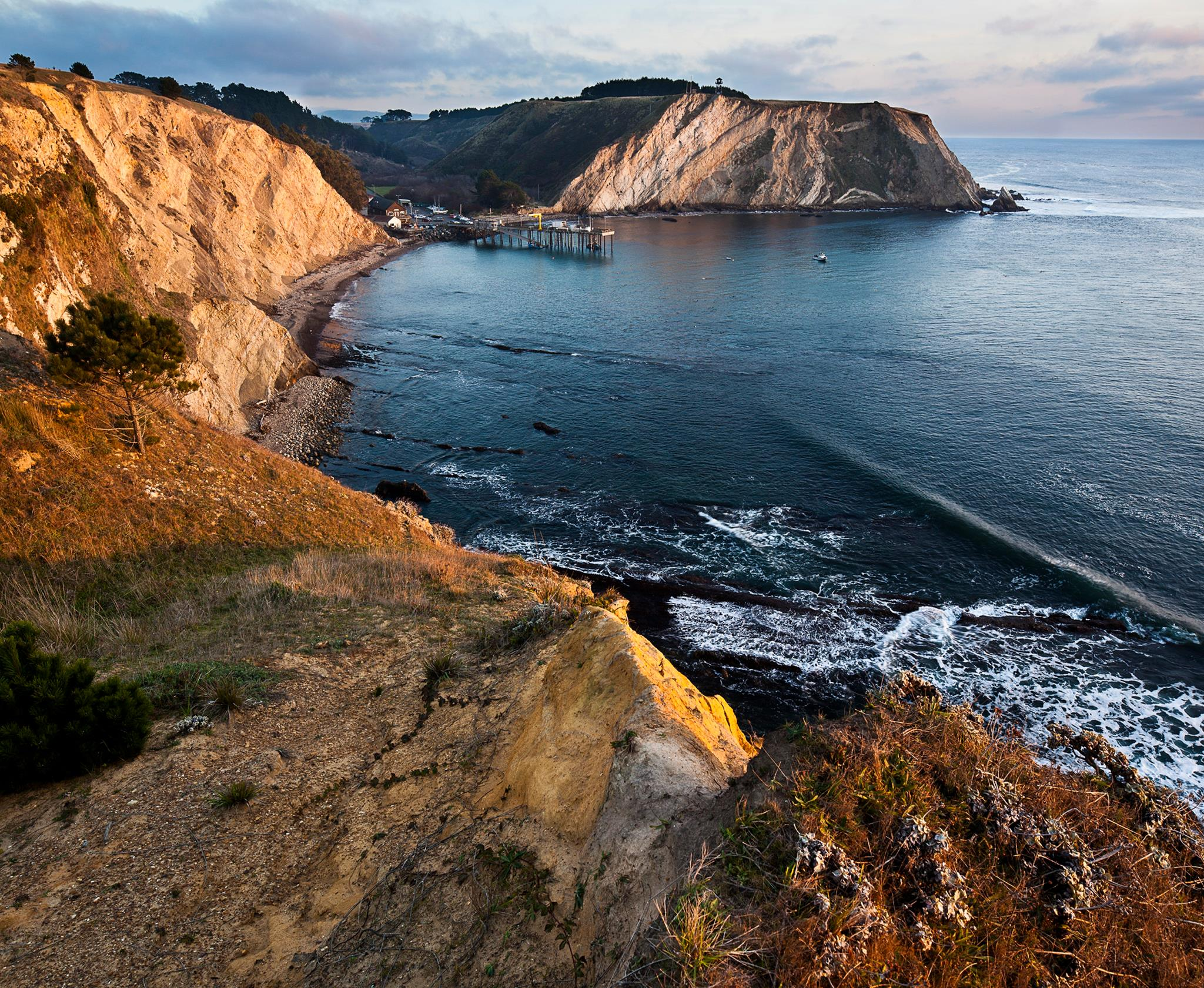

.